# Damansara
Damansara, dans la banlieue de Petaling Jaya est un mukim du Petaling District (en) en Malaisie.

## Histoire
Damansara était à l'origine le nom d'un petit port sur la rivière Klang.